# فرودگاه لنگپوی
فرودگاه لنگپوی (به انگلیسی: Lengpui Airport) (به زبان بومی: Aizawl Airport) یک فرودگاه همگانی با کد یاتا AJL است که یک باند فرود آسفالت دارد و طول باند آن ۲۵۰۰ متر است. این فرودگاه در شهر ایزوال کشور هند قرار دارد و در ارتفاع ۴۰۵ متری از سطح دریا واقع شده است.